# Pierrot (Debussy)
Pour les articles homonymes, voir Pierrot.
Pierrot est une mélodie pour voix et piano de Claude Debussy composée en 1882 sur un poème de Théodore de Banville.

## Présentation
Pierrot, dont l'incipit est « Le bon Pierrot que la foule contemple », est composé début 1882, sur un texte de Théodore de Banville extrait des Cariatides (livre III, Les Caprices en dizains à la manière de Clément Marot, no VI).
La mélodie est dédiée à Marie-Blanche Vasnier, soprano colorature muse de nombreuses mélodies de jeunesse de Debussy,.
La partition est publiée pour la première fois en supplément de La Revue musicale en mai 1926, puis par Jobert en 1969 dans le recueil Quatre chansons de jeunesse (édité par Arthur Hoérée).

## Analyse
Pierrot est en mi mineur, sur un texte en décasyllabes, et cite l'air d'Au clair de la lune.
Pour la musicologue Marie-Claire Beltrando-Patier, la mélodie présente « un Pierrot gavroche, très éloigné des personnages vénitiens chers au musicien ». La pièce porte la signature vocale de sa dédicataire : « œuvre d'une virtuosité bien rare dans le corpus ultérieur, on y remarque tout ce qui peut mettre en valeur une jeune et jolie voix : vocalises, staccatos, incursions périlleuses dans l'aigu, rapidité ».
Éric Lebrun relève que dans la partition le compositeur « semble s'amuser de lui-même, s'incarnant dans la note si (DebusSY) et citant avec l'ingénieuse et désinvolte science musicale dont il fera preuve plus tard à maintes reprises (Jardins sous la pluie et Rondes de printemps par exemple) une chanson populaire, ici Au clair de la lune... ».
La durée moyenne d'exécution de Pierrot est de deux minutes environ.
Dans le catalogue des œuvres du compositeur établi par le musicologue François Lesure, la pièce porte le numéro L 30 (15).

## Discographie
- Debussy : mélodies de jeunesse, Donna Brown et Stéphane Lemelin, ATMA Classique, 2001.
- Debussy Songs vol. 3, Jennifer France (soprano), Malcolm Martineau (piano), Hyperion Records CDA68016, 2014.
- Claude Debussy : intégrale des mélodies, 4 CD, Liliana Faraon et Magali Léger (sopranos), Marie-Ange Todorovitch (mezzo-soprano), Gilles Ragon (ténor), François Le Roux (baryton), Jean-Louis Haguenauer (piano), Ligia Digital, 2014[5],[6] ;
- Claude Debussy : The complete works, CD 19, Natalie Dessay (soprano), Philippe Cassard (piano), Warner Classics, 2018[7].